# David Bloor
Pour les articles homonymes, voir Bloor.
David Bloor (né en 1942) est un sociologue et philosophe des sciences britannique. Il commence son parcours intellectuel comme étudiant en mathématiques et en philosophie. Il entreprend ensuite des recherches en philosophie des sciences à l'université d'Édimbourg avant de passer un doctorat en psychologie. Il est actuellement professeur de sociologie des sciences à l'université d'Édimbourg et participe au groupe de chercheurs du Science Studies Unit.

## Contribution à la sociologie des sciences
En collaboration avec Barry Barnes et David Edge, ses travaux des années 1970 ont contribué au renouvellement de la sociologie des sciences à travers une sociologie de la connaissance scientifique (on parle aussi dans le monde anglais de Social Studies of Knownledge, SSK). Cette sociologie s'appuie initialement sur des auteurs divers mais importants comme Émile Durkheim, Karl Mannheim, Ludwig Wittgenstein et Thomas Kuhn (sans oublier les successeurs de ce dernier dans le débat épistémologique : Paul Feyerabend et Imre Lakatos). 
C'est dans Socio/logie de la logique. Les limites de l'épistémologie (Knowledge and Social Imagery) publié en 1976 qu'il énonce le plus clairement les lignes directrices du « programme fort » dont la valeur est capitale dans l'histoire de la sociologie des sciences car elle énonce les bases et la volonté d'une sociologie relativiste totale, sans concession pour l'histoire telle qu'on la juge actuellement (Bloor utilise une rhétorique de la traîtrise pour qualifier les précédentes recherches en sociologie des sciences). Dans cet ouvrage l'ambition de Bloor est également de montrer que le contenu des savoirs mathématiques est déterminé socialement selon un schéma causaliste. En s'attaquant à la logique, il veut ainsi mettre en avant que l'ensemble des connaissances scientifiques peut se soumettre dès leur fondement à une influence du contexte socio-culturel.
Cependant, certains soutiennent l'idée que la portée et l'efficacité du « programme fort » tel que le conçoit David Bloor ne dépassent pas réellement le stade de l'application théorique en tant que les résultats empiriques se sont avérés décevants mais que d'autres programmes plus modérés comme le programme empirique du relativisme de Harry Collins ou la théorie de l'acteur-réseau de Bruno Latour et Michel Callon se sont montrés plus fructueux sur le plan empirique. [réf. nécessaire]

## Controverse Bloor/Latour
Concernant le rapport entre la théorie de acteur-réseau et le « programme fort », une querelle oppose Bruno Latour et David Bloor. Les articles de Bloor qui se rapportent au désaccord sont : 
- (en) « Anti-Latour », dans Studies in the history and philosophy of science, 1999.
- (en) « For David Bloor ... and Beyond : A reply to David Bloor's "Anti-Latour" », dans Studies in the history and philosophy of science, 1999.
- (en) « Reply to Bruno Latour », dans Studies in the history and philosophy of science, 1999.

## Thèmes de recherche
Les principaux thèmes de recherche de David Bloor sont restés sensiblement les mêmes. Ils se centrent sur :
- Le débat épistémologique entre Thomas Kuhn et Karl Popper.
- Les fonctions cognitives de la métaphore.
- La sociologie de la connaissance scientifique.
- La philosophie de Ludwig Wittgenstein.

## Publications
- (en) Knowledge and social imagery, Londres : Routledge & Kegan Paul, 1976 ; rééd. avec une nouvelle présentation, Chicago ; Londres : University of Chicago Press, 1991.
  - (fr) Socio-logie de la logique ou les limites de l'épistémologie, traduit de l'anglais par Dominique Ebnöther, Paris, Pandore, « Collection Pandore », [1983].  (ISBN 2-904326-00-6)
- (en) Wittgenstein : a social theory of knowledge, Londres : Macmillan, 1983 ; New York : Columbia University Press, 1983.
- (en) Idealism and the sociology of knowledge, Édimbourg : University of Edinburgh, Department of Sociology, 1996.
- (en)avec Barry Barnes & John Henry, Scientific knowledge : a sociological analysis, Londres : Athlone, 1996.
- (en) Wittgenstein, rules and institutions, Londres : Routledge, 1997.
- (fr) François Briatte, Entretien avec David Bloor, Tracés. Revue de Sciences humaines, 12 (2007), p. 215-228.